# Idol
|  | Wiktionary har en ordboksartikel om idol. |

Idol är en dyrkad eller älskad (känd) person eller avgudabild. Ordet är bildat av grekiska εἴδωλον eidōlon, bild, i sin tur bildat av εἷδος, utseende, gestalt, och har sedan genom inlån via latinets "idolum" upptagits i bland annat svenska språket.

## Religiös mening
Ordet användes ursprungligen om gudabilder eller andra föremål som dyrkades som gudomligheter. Inom judendom och kristendom åsyftas alla andra ting eller varelser än Gud som åtnjuter gudomlig tillbedjan.

## Kändisidoler
I dag avses ofta i bildlig och överförd betydelse en mycket, vanligen av ungdomar, beundrad kändis, framförallt artister och idrottare, och ska i dessa fall särskiljas från "hjältar". Sådana idoler antas i förefintliga fall spela roll för ungdomarnas individuationsprocesser och förklaras med att en identifikation med kändisen upplevs som ett sätt att själv bli framgångsrik senare i livet på, och därmed eventuellt påverka självkänslan och självbilden hos beundraren. Idolers påverkan kan sträcka sig till trosuppfattningar, värderingar, livsstil, klädesval, smink, och beteenden hos ungdomarna. Detta slags idoler räknas som en del av amerikaniseringen av den globaliserade kulturen. Studier från Japan visar att idoler brukar som regel vara, eller framställa sig som om de vore, unga, samt inte vara överdrivet talangfulla vad beträffar sång- eller dansteknik, utan framtagna av marknadskrafter för kommersiella syften. Popstjärnor blir idoler vanligen för att de förkroppsligar äran i att på kort tid tillförskaffa sig rikedomar, makt och berömmelse, och blir därför, och på grund av fysisk attraktivitet, fåfänga och ungdomlig glamour, föremål för romantiska fantasier hos beundrarna. Dessa idoler är en del av den postmoderna kulturen som kännetecknas av hedonism, konsumerism och romanticism vilka egenskaper som i föreliggande fall gestaltas massmedialt och populistiskt och som tar avstånd från traditionella värderingar, men i stället står för irrationalitet och antiintellektuella värderingar. Idolskap har också studerats i termer av marknadskrafter där kändisen betraktas som vilket företag som helst som säljer produkter och önskar framgång därtill. Detta förutsätter allmänhetens uppmärksamhet och dess positiva reaktioner, vilket massmedia (i synnerhet tabloider) deltar i att skaffa kändisen genom att dramatisera deras liv och leverne, medan kändisen å sin sida deltar i produktlanseringen av sig själv genom att företa sig avvikande handlingar och genom att med exempelvis intervjuer styra över allmänhetens intryck.
Ordet används ibland i sammansättningar där förledet till exempel kan visa könet på idolen (pojkidol), könet på de som beundrar idolen (flickidol) eller den roll i vilken idolen uppträder (TV-idol).

## Idoler hos Francis Bacon
Renässansfilosofen Francis Bacon talade om idoler i sin Novum organon scientiarum i betydelsen att dessa var inre föreställningar (bilder) eller fixeringar som kunde tillbedjas fastän de saknade egen substans. Han räknade fyra sådana idoler: släktets idol, grottans idol, marknadens idol och teaterns idol. Samtliga idoler ansåg han vara naturliga tendenser till felslut hos människan vilka skulle leda till svårigheter att rätt förstå naturen. Släktets idoler var sådana som kommer av att vara människa, exempelvis att sinnena kan bedra oss. Grottans idol (med anspelning på grottliknelsen hos Platon) den begränsning som de egenartat personliga, inre egenskaperna och erfarenheterna utgör. Marknadens idol är den påverkan som det sociala samspelet har på individen. Teaterns idol att förledas av den imitation av sanning som filosofin och vetenskapen måste vara.